# Ванда-Цезарина Войнаровська
Ва́нда-Цезари́на Войнаро́вська (пол. Wanda Cezaryna Wojnarowska; * 1 травня 1861, Кам'янець-Подільський — † 15 квітня 1911, Париж) — активістка російського, польського та французького революційного руху.

## Біографія
Ванда-Цезарина Войнаровська походила із зубожілої шляхти. Народилася 1 травня 1861 року в Кам'янці-Подільському в родині колезького асесора Костянтина Войнаровського.
1877 року закінчила гімназію в Кишиневі.
У 1877—1878 роках у Петербурзі була слухачкою спочатку Вищих педагогічних курсів Вишнеградського, потім медичних курсів для жінок при Військовій медико-хурургічній академії. Відвідувала також деякі лекції на Вищих жіночих курсах імені Бестужева-Рюміна.

### Перший арешт
У березні 1879 року Войнаровська прибула з Петербурга у Варшаву для зміцнення зв'язків між петербурзькими соціалістами та варшавським соціалістичним гуртком. Поселилася в давньої знайомої з Кам'янця-Подільського — Діонізи Цертовічової.
Заарештована 10 квітня 1879 року у Варшаві. При Варшавському жандармському управлінні проведено дізнання у справі про соціально-революційну пропаганду у Варшаві (справа 137-ми).

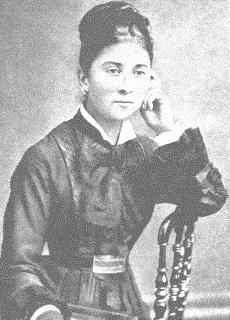
Ванда-Цезарина Войнаровська

При дізнанні Войнаровську звинуватили в тісних стосунках із провідними діячами варшавського гуртка (серед яких були Людвік Дзянковський, Софія Пласковіцька, Станіслав Рогальський, Зигмунт Герінг, Александер Венцковський та інші), в участі в пропаганді в робітничих гуртках. Утримувалася в десятому павільйоні Олександрівської цитаделі у Варшаві. За найвищим повелінням від 2 квітня 1880 року Войнаровська зазнала тюремного ув'язнення на рік із наступним гласним наглядом поліції.

### Другий арешт
Від 21 червня 1881 року жила під гласним наглядом у Кишиневі. У липні 1881 року Войнаровська подала клопотання на дозвіл вести педагогічну діяльність. Проте клопотання не мало успіху.
Відпущена в Одесу для лікування, була там заарештована внаслідок підозри про передачу невідомій особі пачки паспортів. Дізнання припинили через брак доказів. За постановою Особливої наради від 12 грудня 1881 року Войнаровську залишили під гласним наглядом до 9 вересня 1885 року.

### Третій арешт
У грудні 1882 року втекла з Кишинева за кордон і поселилася в Кракові, де брала участь у революційній діяльності польських соціалістів. Заарештована 13(24) лютого 1883 року та притягнута до дізнання у справі про утворення в Кракові соціально-революційного гуртка. Засуджена австрійським судом 24 червня 1883 року до чотирьох місяців тюремного ув'язнення з подальшим вигнанням за межі Австрії.

### У Женеві
Наприкінці жовтня 1883 року Войнаровська прибула до Женеви. Там уже діяв добре організований осередок польської соціалістичної еміграції. Керували ним Марія Янковська, Станіслав Мендельсон, Казимеж Длуський, Шимон Дікштайн. Вони оточили Войнаровську опікою. Янковська допомогла їй фінансово.
Войнаровську запросили до редакційних колективів соціалістичних видань. У 1884—1889 роках вона була співредакторкою польських соціалістичних видань у Женеві — журналів «Przedświt» («Світанок») і «Walka Klas» («Класова боротьба»). Співпрацювала в журналі «Przegląd Tygodniowy» («Щотижневий огляд»).
Войнаровська брала участь у роботі партії «Пролетаріат», групи «Звільнення праці».
Теплими були стосунки Войнаровської з групою російських емігрантів. Вона постійно бувала в домі Георгія Плеханова. З його дружиною Марією Войнаровська познайомилася ще в часи навчання в Петербурзі.
Російський революціонер Лев Дейч пізніше згадував, що він знав тільки двох жінок, які читали та могли дискутувати про «Капітал» Карла Маркса. То були Цезарина Войнаровська та Віра Засулич.

### У Парижі
Від березня 1889 року Войнаровська мешкала в Парижі.
Від 1893 року членкиня Соціал-демократії Королівства Польського (від 1900 року — Соціал-демократії Королівства Польського та Литви). У 1900—1904 роках представляла цю партію в Міжнародному соціалістичному бюро 2-го Інтернаціоналу.
Організовувала допомогу для колишніх політичних в'язнів і емігрантів.
В останні роки життя брала участь у французькому соціалістичному русі.
Від 1911 року викладала історію Франції на Курсах супільних наук (під такою назвою діяла партійна школа російських революціонерів).
Померла 15 квітня 1911 року в Парижі від гострого інфаркту міокарда, не доживши півмісяця до 50-річчя. Сім'ї не мала.

## Пам'ять
1978 року у Варшаві побачила світ книга Яніни Каспжакової «Цезарина Войнаровська».
1982 року в Польщі випущено поштову марку з портретом Цезарини Войнаровської .